# 阿祖安奴
阿德里亚诺·莱特·里贝罗（Adriano Leite Ribeiro，1982年2月17日—），通常称为阿德里亚诺（Adriano），巴西已退役足球運動員，司職前鋒，最後效力美國球會邁阿密聯。他甫出道就展現了極高的天賦，僅18歲的時候就能入選巴西國家隊，其速度和體格均極為出色，於國際米蘭達到生涯高峰時，曾一度被視為是同樣曾效力國際米蘭的巴西傳奇前鋒羅納度的接班人，然而隨後因父親過世和2006年世界杯失敗兩次相繼的衝擊，其職業心態和自律出現了很大的落差，最後身材嚴重走樣而未能達到當初眾人期待的高度，只留下2004年美洲國家盃和2005年洲際國家盃兩次包辦金靴金球的短暫輝煌，是21世紀初期知名的天才殞落的例子之一。

## 生平

### 國際米蘭
力爭上游
阿德里亚诺早年在國內球會崛起，早於2001年已遠赴意大利加盟豪门球會國際米蘭。由於當時國際米蘭前鋒眾多，阿德里亚诺一直長居後備，在作客對皇家馬德里時才為國際米蘭射入第一個入球。
之後他被借用到及帕爾馬，在帕爾馬其間與羅馬尼亞前鋒組成最強鋒線。
第一殺手
由於阿德里亚诺在帕爾瑪表現出色，於是於2003年重返國際米蘭，成為球隊首席前鋒。在國際米蘭阿德里亚诺是球會首席射手，僅上陣16場便已攻入15球，令他開始在國家隊站穩陣腳。在2004年7月至2005年6月期間，包括國際賽共28場賽事，阿德里亚诺已經攻入了40球。
低潮
不過當入選2006年世界盃後，阿德里亚诺表現卻屢遭抨擊。世界盃後他又與國際米蘭不和，更一度遭國際米蘭雪藏。及至2007年12月，國際米蘭會方同意在2008年1月起將阿德里亚诺外借至巴西球會圣保罗，為期半年，表現良好。其後國際米蘭回收他，但表現不穩，加上流連夜店和時常缺席操練的問題，令他與國際米蘭的關係漸差。2009年4月24日，阿德里亚诺與國際米蘭會方提前解約。同年5月6日，阿德里亚诺自由身加盟。

### 
新開始
在阿祖安奴加入法林明高的消息公佈後，引起很大的注意。同時,在阿祖安奴的介紹會中，法林明高宣佈由球迷決定他的背號（最後球迷選出10號，而非一般猜測的9號）。
另外，阿祖安奴走樣的身材，加上依舊缺席操練的問題亦令他受到質疑，但他很快就以表現擊破球迷的懷疑。在2009年6月20日，他在為球會上陣對國際體育會的比賽中射入三球，造出「大三元」。最終更協助法林明高17年來首次奪得巴西甲組聯賽冠軍。

### 羅馬
2010年6月8日，意甲球會羅馬宣佈阿祖安奴以自由身加盟，簽約3年，年薪達到500萬歐元。不过加盟罗马后，阿德里亚诺再无昔日神勇表现，直到2011年3月，阿祖安奴與羅馬提前解約。

### 
2011年，在罗纳尔多的帮助下，巴西俱乐部宣布与体重已高达110公斤的阿德里亚诺签约，然而阿德里亚诺拒绝减肥以及缺席训练等行为令俱乐部忍无可忍，终于在2012年3月，哥連泰斯直接解除了与阿德里亚诺的合同。

## 生活
阿德里亚诺在2010年首次被指控贩毒。2014年11月因缺乏足够的证据，里约热内卢的一名法官为他洗清了罪名。

## 榮譽

### 俱樂部榮譽
- 里約熱內盧洲錦標賽（英语：Campeonato Carioca）冠軍: 2000年, 2001年
- 巴西冠軍杯（英语：Copa dos Campeões）冠軍: 2001年
- 巴西甲組足球聯賽冠軍: 2009年

國際米蘭
- 意甲冠軍: 2006年, 2007年, 2008年, 2009年
- 意大利盃: 2005年, 2006年
- 意大利超級盃: 2005年, 2006年

### 國際賽榮譽
巴西國家足球隊
- 美洲國家盃冠軍: 2004年
- 洲際國家盃冠軍: 2005年

巴西17歲以下國家足球隊
- 世界少年足球錦標賽冠軍: 1999年

巴西20歲以下國家足球隊
- 南美青年足球錦標賽冠軍: 2001年

### 個人榮譽
- 美洲國家盃金靴獎、金球獎: 2004年
- 洲際國家盃金靴獎、金球獎: 2005年
- 巴西甲組足球聯賽神射手、最佳前鋒、最佳球員: 2009年